# Un padre per Adam
Un padre per Adam (The Broken Cord) è un film del 1992, diretto da Ken Olin al suo esordio. È l'adattamento dell'omonimo romanzo autobiografico scritto da Michael Dorris. 

## Trama
Un bambino Lakota di nome Adam viene adottato dal 26enne David Norwell. A Norwell era stato detto che Adam avrebbe potuto avere dei ritardi mentali, ma Norwell è convinto che il bambino avrebbe superato i suoi problemi in un amorevole ambiente familiare. Così va incontro ai problemi di chi deve allevare bambini che hanno bisogno di assistenza continua. 
In seguito viene a conoscenza che Adam ha delle lesioni al cervello dovute alla Sindrome alcolica fetale.

## Produzione
Il film è stato girato nell'Aeroporto di Toronto-City Billy Bishop Unionville, Ontario (Canada).